# 1726 Hoffmeister
Hoffmeister (asteroide 1726) é um asteroide da cintura principal com um diâmetro de 26,27 quilómetros, a 2,6607758 UA. Possui uma excentricidade de 0,0455678 e um período orbital de 1 700,17 dias (4,66 anos).
Hoffmeister tem uma velocidade orbital média de 17,83861535 km/s e uma inclinação de 3,48522º.
Este asteroide foi descoberto em 24 de Julho de 1933 por Karl Reinmuth.